# Dolophilodes henanensis
Dolophilodes henanensis är en nattsländeart som beskrevs av Sun 1997. Dolophilodes henanensis ingår i släktet Dolophilodes och familjen stengömmenattsländor. Inga underarter finns listade i Catalogue of Life.